# 2014 QG442
2014 QG442 est un objet transneptunien faisant partie des objets épars avec un diamètre d'environ 180 km.